# Ekologija
Ekologíja je znanstvena veda, ki preučuje porazdelitev in bogastvo živih organizmov in odnose med živimi bitji ter živim in neživim okoljem. Okolje organizma vsebuje njegovo fizično naravno bivališče (habitat), ki ga lahko opišemo z vsoto krajevnih samovzniklih dejavnikov kot sta podnebje in geologija in tudi drugih organizmov, ki si bivališče delijo. Pojasnjuje, kako živijo rastline in živali v povezavi druga z drugo, kako so odvisne od naravnih virov in dobrin (tla, voda, zrak, sončna svetloba). Preučuje prilagoditve življenjskim razmeram, kjer organizmi živijo. Zato je interdisciplinarna veda, ki povezuje biologijo in vede o Zemlji. Znanstvenik, ki deluje na področju ekologije, je ekolog.
Kadar govorimo o konkretni vrsti ali drugem taksonu, pomeni ekologija skupek vseh interakcij tega taksona z živim in neživim okoljem, torej habitat, kjer lahko živi, njegovi plenilci, zajedavci, plen idr. V zadnjem času se izraz pogosto, a nekoliko neustrezno uporablja kot sopomenka za sorodno, a mnogo ožje področje okoljevarstva (oz. naravovarstva), ki obravnava človekovo prizadevanje za zmanjšanje lastnega škodljivega vpliva na okolje.
Okolje vsakega osebka sestavljajo tri komponente:
1. Fizičen prostor, v katerem organizmi živijo (jezero, mesto, gora, otok, celina...)
2. Neživi (abiotski) dejavniki, ki okolju določajo njegovo fizikalno in kemijsko kvaliteto (toplota, količina padavin, režim padavin, oblika padavin, število meglenih dni, dolžina dneva in noči, potresi, moč sončevega sevanja...)
3. Živi (biotski) dejavniki, ki jih predstavljajo vsi organizmi iste vrste in vsi organizmi drugih vrst. Pomembno pri tem je, da je s temi organizmi v stalnih ali vsaj občasnih odnosih (npr. zajedavstvo, tekmovalnost, plenjenje...).

## Zgodovina
Zamisel o odnosih med živimi bitji in njihovim okoljem lahko spremljamo že od antike, bolj sistematično pa so se področja lotili veliki raziskovalci osemnajstega in devetnajstega stoletja, kot sta Forster in Humboldt, ko so se preusmerili od golega popisovanja in zbiranja primerkov v razumevanje odnosov. Sorodne ugotovitve najdemo tudi v delih velikih naravoslovcev Buffona, Linneja in Darwina. Sam izraz ekologija je leta 1866 skoval nemški biolog Ernst Haeckel iz grških besed oĩkos - hiša, dom + lógos - beseda, govor, znanost: »nauk o naravnem domu«. Prvi splošen tekst o ekologiji je Die Natürlichen Existenzbedingungen der Thiere nemca Carla Semperja iz leta 1880. V nadaljnjih letih je neodvisno izšlo več temeljnih del posameznih poddisciplin ekologije - danski botanik Eugenius Warming je leta 1909 napisal učbenik o ekologiji rastlin in prvi poučeval predmet ekologija na univerzi. Warmingu je z delom o ekologiji živali sledil angleški zoolog in ekolog Charles Elton, ki je začetnik sodobne populacijske ekologije in sinekologije. V tistem času je nastala tudi morska ekologija, njen začetnik je bil Victor Hensen.

## Področja ekologije
Ekologija je široko področje, ki zajema več poddisciplin. Razdeljena je zelo na široko, po ravneh - od najvišje proti najnižji. Višina ravni je pogojena s številom članov - subjektov in procesov znotraj sistema v preiskavi. 
Delimo jo na:
- Vedenjska ekologija; preučuje vlogo vedenja živali in zmožnosti prilagoditve svojemu okolju
- Populacijska ekologija; preučuje spreminjanje določene populacije
- Biocenologija; osredotoča se na interakcije med vrstami določene biocenoze (živalske skupnosti)
- Ekologija ekosistemov; preučuje tokove snovi in energije skozi žive in nežive sestavine ekosistemov
- Sistemska ekologija; je področje, ki se nanaša na več znanstvenih disciplin (je interdisciplinarna veda), v tem primeru na raziskave, razvoj in organizacijo ekoloških sistemov s celostnega vidika
- Krajinska ekologija; preučuje procese in razmerja med različnimi ekosistemi nekega območja ali večjega geografskega območja
- Evolucijska ekologija; preučuje ekologijo na način, ki se izrecno osredotoča na razvojno zgodovino vrst in njihovih medsebojnih vplivanj (interakcij)

Ekologijo je mogoče deliti tudi glede po skupinah organizmov, ki so predmet preučevanja, na primer na ekologijo živali, ekologijo rastlin, ekologijo žuželk,... Druga pogosta delitev je glede na preučevanje bioma: arktična (tudi polarna) ekologija, tropska ekologija, puščavska ekologija,... Primarna metoda, s katero se po navadi preučuje, se pogosto uporablja za razdelitev v skupine, kot so kemična ekologija, genetska ekologija, statistična ekologija, teoretična ekologija,... Ta polja se med seboj ne izključujejo, ampak se tesno prepletajo.

### Molekularna ekologija
Odnos, ki povezuje ekologijo in genetiko, je starejši od sodobnih tehnik za molekularno analizo. Raziskave na tem področju pa postajajo vse bolj natančne in izvedljive z razvojem hitre in dostopne genske tehnologije, kot na primer verižna reakcija s polimerazo (PCR). Tako se pri tem pogosto uporabljajo različne analitske tehnike za študij genov (v sklopu evolucije in ekologije). S to tehnologijo je mogoče delati natančnejše genetske analize skupin organizmov, kot so bakterije, glive in gliste, katerih raznovrstnost in medsebojne odnose je s klasičnimi morfološkimi ali biokemijskimi metodami težko razvozlati. Poleg tega genetska orodja uporabljamo v varstvene namene, za preučevanje prilagajanja organizmov na okoljske spremembe, delovanja gensko spremenjenih organizmov idr.

### Sistemska ekologija
Sistemska ekologija je področje ekologije, ki pri preučevanju povezav med različnimi prvinami ekoloških sistemov uporablja matematične metode. Sistemska ekologija se ukvarja z raziskovanjem preprostih sistemov (odnos plenilec - žrtev), kot tudi z raziskovanjem sestavljenih sistemov (raziskovanje pokrajin). Z matematičnimi metodami ustvarja modele ekosistemov in preučuje različne medsebojne povezave sestavnih delov sistema. Analiza modelov omogoča določitev manjkajočih segmentov ekološke vede glede na modelirane sisteme, lahko pa tudi spodbuja in usmerja k natančnejšim raziskavam.